# اتسز بن اوق
اَتسِز بن اُوَق خوارزمی، همچنین معروف به اقسیس و اتسز بن اباق (درگذشته اکتبر ۱۰۷۹)، فرمانده مزدور ترک خوارزمی بود. او پس از آنکه در سال ۱۰۷۱میلادی توانست فلسطین و جنوب سوریه را که تحت حکومت خلافت فاطمی قرار داشتند، به تصرف خود دربیاورد، در آن برای خود حکومتی تأسیس کرد.
در حدود سال ۱۰۶۹، بدر الجمالی، فرماندار وقت فاطمی (ولی) شام، پیام‌هایی را برای ترکمن‌های ساکن آناتولی فرستاد و از آن‌ها خواست که با قبایل مهاجم بادیه‌نشینی که به منطقه تحت امر او هجوم می‌آوردند، مبارزه کنند. فاطمیان قبلاً نیز مزدوران ترک را استخدام کرده بودند و آنان به یکی از نیروهای ثابت خلافت فاطمی تبدیل شده بودند. در همان زمان، در مصر که قلب خلافت فاطمی بود، میان مزدوران سودانی و ترک جنگ داخلی آغاز شده بود که آغازی بر به بی‌ثبات شدن خلافت فاطمی گردید. به گفته ابن جوزی، بدرجمالی قصد داشت که ترکمن‌ها را در جنوب معره نعمان ساکن کند.
اتسز، فرمانده قبیله تورکمان ناواکی یا گروهی که به نواکیه نیز معروف است، به سوریه رفتند و احتمالاً مدتی با فاطمیان علیه بادیه نشینان می‌جنگید. در سال ۱۰۷۰، در حالی که جنگ داخلی در خلافت همچنان ادامه داشت، به نظر می‌رسد که اختلافات در مورد غرامت مالی باعث شد که برخی از ترکمن‌ها در کنار بادیه نشینان قرار گرفته و به دنبال ایجاد حکومت خود باشند. آغاز حکومت او نامشخص است، اما او توانست در سال ۱۰۷۳ کنترل اورشلیم و همچنین رمله، را بدست گیرد. او توانست در سال ۱۰۷۶، دمشق را تصرف کرده و نخستین امیر ترک دمشق شد و در آنجا ساخت ارگ دمشق را آغاز کرد.

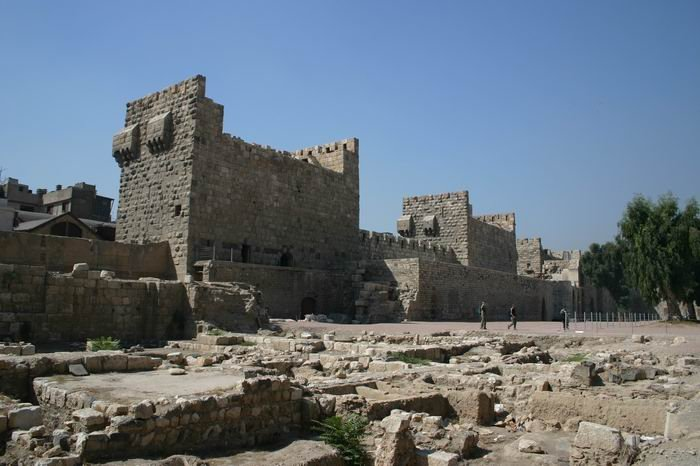
ساخت ارگ دمشق در زمان سلطنت اتسز آغاز شد

اتسز با استوار کردن جایگاه خود در فلسطین، در اکتبر ۱۰۷۶ به مصر حمله کرد. در مصر او با بدرجمالی که در سال ۱۰۷۴ وزیر خلیفه المستنصر شده بود روبرو شد. بدرجمالی توانسته بود درگیری‌های خونین میان نظامیان خلافت فاطمی را متوقف کند. اتسز به سمت قاهره پیشروی کرد و در آنجا با جمالی که در حال جمع‌آوری نیروهایش بود به مذاکره پرداخت. بدرجمالی توانست با پرداخت رشوه به برخی از نیروهای اتسز، در نبردی در فوریه ۱۰۷۷ پیروز شده و اتسز را که یکی از برادرانش کشته شده بود و دیگری یکی از دستانش را از دست داده بود، مجبور به فرار کند.
شکست اتسز منجر به شورش‌هایی، همانند اورشلیم در قلمرو او گردید، که به طرز وحشیانه ای سرکوب شد. در سال ۱۰۷۷ او وعده خود مبنی بر امان دادن به شورشیان را زیر پا گذاشت و پس از بازکردن دروازه‌ها، نیروهایش حدود ۳۰۰۰ نفر از آنان، از جمله کسانی که در مسجد الاقصی پناه گرفته بودند را را قتل‌عام کردند، و فقط به کسانی که در داخل قبه الصخره بودند را امان داد.
بدرجمالی به قصد سود بردن از ضعف دشمن خود، لشکری را به فرماندهی سردار ارمنی خود، نصرالدوله، برای مقابله با او فرستاد. اتسز به سلجوقیان متوسل گردید و به زودی سپاهی به فرماندهی تتش یکم، برادر سلطان بزرگ سلجوقی، ملک شاه یکم، به سوی دمشق سرازیر شد و باعث ترس نیروهای فاطمی گردید. با این حال، تتش تصمیم گرفت تا کنترل مناطق اتسز را به دست گرفته و او را ابتدا زندانی و سپس در اکتبر ۱۰۷۹ با بند کمان خفه کرد.
حکومت اتسز یکی از چندین حکومتهای ترکان در اطراف امپراتوری سلجوقی همانند امیرنشین‌های روم، ازمیر یا دانشمندیان بود که در همان دوره به وجود آمده بودند. اتسز با گرفتن اورشلیم از خلافت تضعیف شده فاطمیان، همراه با شکست بیزانس در سال ۱۰۷۱ در برابر ترکان سلجوقی در ملازگرد، به عنوان یکی از عوامل اصلی جنگ‌های صلیبی ذکر شده‌است، زیرا این حوادث باعث ایجاد احساس در خطر قرار گرفتن مکان‌های مقدس مسیحیان، اروپا و و در مجموع کل مسیحیت گردید.